# Simone Probst
Simone Probst (* 3. Dezember 1967 in Hannover) ist eine deutsche Politikerin (Bündnis 90/Die Grünen). Seit 2013 ist sie Vizepräsidentin für Wirtschafts- und Personalverwaltung der Universität Paderborn. Sie war von 1998 bis 2005 parlamentarische Staatssekretärin beim Bundesminister für Umwelt, Naturschutz und Reaktorsicherheit.

## Leben und Beruf
Nach dem Abitur 1987 in Gifhorn studierte Probst an der Universität-Gesamthochschule Paderborn Physik und beendete ihr Studium 1993 als Diplom-Physikerin. Sie ist verheiratet und hat vier Töchter. Von 2007 bis 2008 war sie Präsidentin des GtV – Bundesverband Geothermie e. V. Von 2009 bis 2013 war sie Geschäftsführerin der Zukunftsmeile Fürstenallee Infrastruktur GmbH. 2013 wurde sie zur Vizepräsidentin für den Bereich der Wirtschafts- und Personalverwaltung an der Universität Paderborn gewählt. 2020 wurde Simone Probst zur Sprecherin der Kanzlerkonferenz in Nordrhein-Westfalen ernannt.

## Politik
Probst ist seit 1989 Mitglied des Bündnis 90/Die Grünen. Von 1989 bis 1994 gehörte sie dem Kreistag von Paderborn an und war hier Vorsitzende der Fraktion der Grünen. Von 1994 bis 2005 war sie Mitglied des Deutschen Bundestages. Hier war sie bis Oktober 1998 stellvertretende parlamentarische Geschäftsführerin der Grünen-Bundestagsfraktion. Sie zog stets über die Landesliste Nordrhein-Westfalen in den Deutschen Bundestag ein.

## Öffentliche Ämter
Nach der Bundestagswahl 1998 wurde sie am 27. Oktober 1998 als parlamentarische Staatssekretärin beim Bundesminister für Umwelt, Naturschutz und Reaktorsicherheit in die von Bundeskanzler Gerhard Schröder geführte Bundesregierung berufen. Nach der Bundestagswahl 2005 schied sie aus dem Bundestag und damit auch aus diesem Amt aus.